# Julio Cascante
Julio Cascante (Puerto Limón, 1993. október 3. –) costa rica-i labdarúgó, az amerikai Austin hátvédje.

## Pályafutása
Cascante a costa rica-i Puerto Limón városában született.
2011-ben mutatkozott be az Orión felnőtt keretében. 2012-ben az UCR, majd 2016-ban a Saprissa szerződtette. 2018-ban az észak-amerikai első osztályban szereplő Portland Timbers csapatához igazolt. Először a 2018. április 4-ei, Chicago Fire ellen 2–2-es döntetlennel zárult mérkőzés 87. percében, Andrés Flores cseréjeként lépett pályára. Első ligagólját 2020. szeptember 20-án, a San Jose Eartquakes ellen idegenben 6–1-re megnyert találkozón szerezte meg. 2020. december 13-án szerződést kötött az újonnan alakult Austin együttesével. 2021. április 25-én, a Colorado Rapids ellen 3–1-es győzelemmel zárult bajnokin debütált.

## Statisztikák
2022. szeptember 18. szerint
| Klub             | Szezon   | Osztály          | Bajnokság | Bajnokság | Kupa  | Kupa | Nemzetközi | Nemzetközi | Összesen | Összesen |
| Klub             | Szezon   | Osztály          | Meccs     | Gól       | Meccs | Gól  | Meccs      | Gól        | Meccs    | Gól      |
| ---------------- | -------- | ---------------- | --------- | --------- | ----- | ---- | ---------- | ---------- | -------- | -------- |
| Saprissa         | 2016–17  | Primera División | 34        | 3         | 0     | 0    | 5          | 0          | 39       | 3        |
| Saprissa         | 2017–18  | Primera División | 20        | 6         | 0     | 0    | —          | —          | 20       | 6        |
| Saprissa         | Összesen | Összesen         | 54        | 9         | 0     | 0    | 5          | 0          | 59       | 9        |
| Portland Timbers | 2018     | MLS              | 21        | 0         | 1     | 1    | —          | —          | 22       | 1        |
| Portland Timbers | 2019     | MLS              | 22        | 0         | 2     | 0    | —          | —          | 24       | 0        |
| Portland Timbers | 2020     | MLS              | 5         | 1         | 0     | 0    | —          | —          | 5        | 1        |
| Portland Timbers | Összesen | Összesen         | 48        | 1         | 3     | 1    | 0          | 0          | 51       | 2        |
| Austin           | 2021     | MLS              | 31        | 2         | 0     | 0    | —          | —          | 31       | 2        |
| Austin           | 2022     | MLS              | 30        | 3         | 1     | 0    | —          | —          | 31       | 3        |
| Austin           | Összesen | Összesen         | 61        | 5         | 1     | 0    | 0          | 0          | 62       | 5        |
| Összesen         | Összesen | Összesen         | 163       | 15        | 4     | 1    | 5          | 0          | 172      | 16       |

## Sikerei, díjai
Portland Timbers
- MLS
  - Ezüstérmes (1): 2018

## Fordítás
Ez a szócikk részben vagy egészben  a   Julio Cascante című angol Wikipédia-szócikk fordításán alapul.  Az eredeti cikk szerkesztőit annak laptörténete sorolja fel. Ez a jelzés csupán a megfogalmazás eredetét és a szerzői jogokat jelzi, nem szolgál a cikkben szereplő információk forrásmegjelöléseként.